# John Isbell
John Rolfe Isbell (* 27. Oktober 1930 in Portland (Oregon); † 6. August 2005) war ein US-amerikanischer Mathematiker.
Er veröffentlichte auch (als Erster) unter dem Kollektiv-Pseudonym John Rainwater und unter zwei weiteren Pseudonymen (M. G. Stanley, H. C. Enos).
Isbell war der Sohn eines Offiziers und besuchte wegen der wechselnden Stationierungen seines Vaters verschiedene Schulen. Er studierte an fünf Colleges bis zum Bachelor-Abschluss und schließlich an der University of Chicago unter anderem bei Irving Kaplansky, obwohl ihn nach eigenen Worten Saunders Mac Lane, bei dem er keine Kurse belegte, am meisten beeinflusste. Nach Chicago (wo er nach dem Bachelor-Abschluss 1951 sein Graduiertenstudium begann, aber keine Assistentenstelle fand, da er bei S. S. Chern in Differentialgeometrie schlechte Noten bekommen hatte) war er an der Oklahoma State University, der University of Kansas in Lawrence und wurde 1954 an der Princeton University bei Albert W. Tucker mit einer Arbeit über Spieltheorie promoviert (Absolute Games). Damals hatte er sich aber schon von der Spieltheorie abgewandt und befasste sich mit Topologie. Ebenfalls 1954 leistete er seinen Wehrdienst im Aberdeen Proving Ground. 1956/57 und 1963/64 war er am Institute for Advanced Study. Er war an der University of Washington (Assistant Professor 1957 bis 1959) und an der Case Western Reserve University (Professor 1965 bis 1969). Er starb an den Komplikationen einer misslungenen Biopsie, die einige Jahre zuvor durchgeführt worden war.
Isbell war Professor an der State University of New York at Buffalo, an der er ab 1969 als Professor lehrte. 1999 ging er in den Ruhestand.
Er befasste sich vor allem mit Spieltheorie, Topologie – mit einer Monographie über Uniforme Räume – und Kategorientheorie. Er befasste sich aber auch mit abstrakter Algebra und Graphentheorie (der Beweis der oberen Schranke 7 in der Zahl der Farben beim Hadwiger-Nelson-Problem stammt nach Alexander Soifer von Isbell) und vielen anderen Gebieten.
William Lawvere benannte 1986 Isbell-Konjugation (Isbell conjugacy, auch Isbell duality) in der Kategorientheorie nach ihm.

## Schriften (Auswahl)
- Homogeneous spaces, Duke Math. J., Band 20, 1953, S. 321–329, Project Euclid
- Zero-dimensional spaces, Tohoku Math. J., Band 7, 1955, S. 1–8
- Algebras of uniformly continuous functions, Annals of Mathematics, Band 68, 1958, S. 96–125
- Euclidean and weak uniformities, Pacific J. Math., Band 8. 1958, S. 67–86
- On finite-dimensional uniform spaces, Pacific J. Math., Band 9, 1959, S. 107–121
- Six theorems about injective metric spaces, Commentarii Mathematici Helvetici, Band 39, 1964, S. 65–76,
- Spaces without large projective subspaces, Math. Scand., Band 17, 1965, S. 89–105
- Uniform spaces, AMS Math. Surveys, Band 12, 1964
- General functorial semantics, American Journal of Mathematics, Band 94, 1972, S. 535–596
- Structure of categories, Bull. AMS, Band 72, 1966, S. 619–655, Project Euclid
- Normal completion of categories, Reports of the Midwest Category Seminar, Band 47, Springer 1967, S. 110–155